# Vincent Spaccapietra

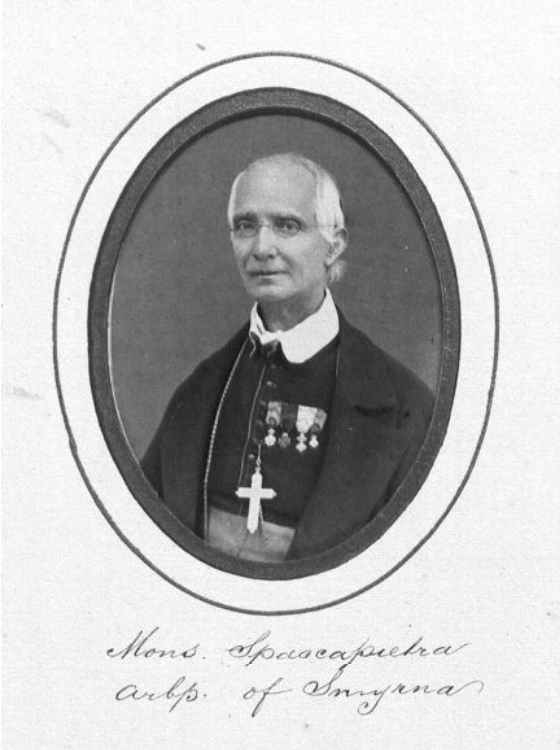
Vincent Spaccapietra (1870)

Vincent Spaccapietra CM, Geburtsname Vincenzo Spaccapietra (* 12. Oktober 1801 in Francavilla al Mare, Königreich Neapel; † 25. November 1878 in Smyrna), war ein italienischer römisch-katholischer Geistlicher. Er war von 1855 bis 1859 Erzbischof von Port of Spain und von 1862 bis zu seinem Tod Erzbischof von Izmir.

## Leben

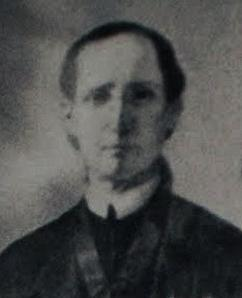
Vincent Spaccapietra in den 1850er-Jahren

Spaccapietra empfing 1824 die Priesterweihe für die Missionskongregation der Lazaristen. Am 19. November 1852 wurde er zum Titularbischof von Arcadiopolis in Asia ernannt. Papst Pius IX. spendete ihm zwei Tage später die Bischofsweihe. Am 17. April 1855 wurde er zum zweiten Erzbischof von Port of Spain ernannt. Dort geriet er als Vertreter der katholischen Kirche und gebürtiger Italiener in eine Auseinandersetzung mit der britischen Kolonialverwaltung der damaligen britischen Kolonie Trinidad und Tobago unter dem Gouverneur Charles Elliot, die schließlich zum Rücktritt beider führte. Dabei ging es u. a. um die staatliche Dotation des Erzbischofs, die dieser dringend für den Unterhalt des von ihm gegründeten Cholera-Waisen-Heims benötigte.
Das neue Amt als Erzbischof des zahlenmäßig kleinen, aber historisch und religionsdiplomatisch bedeutenden Diasporabistums Izmir trat er 1862 an. Es gelang ihm, die überwiegend aus Franzosen und Italienern bestehende katholische („lateinische“) Gemeinschaft im Einvernehmen mit der osmanischen Führung zu konsolidieren. Noch im Jahr seines Amtsantritts wurde der Grundstein der St.-Johannes-Kathedrale gelegt, die 1874 vollendet und geweiht wurde. Einen großen Teil der Baukosten steuerte Sultan Abdülaziz bei und drückte damit auch seine Wertschätzung für den Erzbischof aus.
Spaccapietra wurde in der St.-Johannes-Kathedrale beigesetzt. Im Garten der Kathedrale wurde für ihn ein Denkmal errichtet, das 1970 noch stand, von dem aber 2011 nur noch der Sockel vorhanden war.